# となグラ!
『となグラ!』は、筧秀隆の漫画作品。月刊コミックラッシュ（ジャイブ発行）にて、2004年3月号より2011年8月号まで連載。タイトルは『となり暮らし、グラフティ』の略。
2006年3月29日にはドラマCD、同年4月26日にはキャラクターCDが発売され、同年7月よりテレビアニメ化された。

## あらすじ
有坂香月は幼い頃、隣近所だった神楽勇治とよく一緒に遊んでいた。勇治に恋に近い感情を抱いていた香月だったが、神楽家は急用で引っ越してしまう。
それから10年後、勇治は再び香月の隣の家に引っ越してきた。再会を楽しみにしていた香月だったが、10年振りに再会した勇治は、とてつもないHな男に変貌していた。Hなことが嫌いな香月だが、勇治のことは嫌いになれない。こうして、また香月と勇治の「隣り暮らし」が始まった。

## 登場人物

### 主要人物
有坂香月（ありさか かづき）
声 - 神田朱未
本作の主人公。高校1年生（第8巻で2年生に進級）。Bカップ。幼馴染の勇治のことをずっと思いつづけてきた女の子。しかし久し振りにあった勇治は、Hな男の子になっていて、そのことに戸惑っている。勇治に対して素直になれない、いわゆるツンデレ。姉の初音と色々と比較されるためなかなかクラブが決められなかったが、水泳勝負で初音に勝ったことから水泳部に入ることになった。文化祭の際に黒田朋世がダウンした為、代役として主役を務める。舞台の最後に勇治のアドリブの飛びつきの際にキスをしてしまう。大告白フェスティバルの際に告白されて正式にカップルとなる。その後のデートの際に勇治の父、順治と再会し、勇治が順治によって連れて行かれることを知る。その後、初音含めた助けのもと順治達から離脱、ちはやのおばの温泉旅館、美山神社を経て今後の意思を固め、高校卒業時である1年半後に再開することを約束し勇治を見送った。しかし勇治は迎えにこず（戻ってきたのは6年半後）高校卒業後は1年間勇治を待ち、その後、外語大学に入学、初音に料理を習っていたようだ。初音の結婚式にプロポーズを受けて結ばれる。
神楽勇治（かぐら ゆうじ）
声 - 吉野裕行、佐藤利奈（少年時代）
香月の幼馴染。高校1年生（第8巻で2年生に進級）。年相応に女の子に興味津々な年頃な男の子。趣味はカメラ。ふざけているがたまには良いことを言う。たまに無理をする香月を心配している。英語だけはできる。総合格闘技では立ち技が好き。カメラマンである父・順治の後輩、東條葉弥に会ったことを契機に本格的な撮影スキルの向上を志すようになり、彼女の撮影スタジオ「スタジオ アークス」にて見習いアシスタントとなる。舞台の最後のアドリブの飛びつきの際に香月とキスをしてしまう。大告白フェスティバルの際、香月に告白して正式にカップルとなる。高校卒業から6年半後、初音の結婚式で香月にプロポーズして結ばれる。
有坂初音（ありさか はつね）
声 - 大原さやか
香月の姉。高校2年生（第8巻で3年生に進級）。Hカップ。勉強、スポーツ、料理、性格と全てにおいて完璧な姉に見えるが、実は風邪を引くなどの問題が発生すると、たち振る舞いはいつものままだが、所々で何かとドジなことをしてしまう。何かにつけて香月と勇治をくっつけようとする。おっとりした性格だが少々腹黒く負けず嫌いな一面もある。コスプレ好き（調理する際、その料理似合った民族衣装を着用）。実年齢より上に見られることに対して過激に反応する。勇治のだらしない行動に対してすぐエアソフトガンを撃つまりえを行動させないため勇治が何かした後までまりえを縛りつけたりと少々過激。結城小五郎に好意を持っている。小五郎が島に戻ることをきっかけに小五郎と結婚する。
神楽まりえ（かぐら まりえ）
声 - 葉月絵理乃
勇治の妹。ちょっと人見知りぎみ。中学3年生（第8巻で高等部に進学）。Hな行動をとる兄を、いつも抱いている熊のヌイグルミにしこんだエアソフトガンでいさめている。その過激な行動とは裏腹にお兄ちゃん子でやきもち焼き。カワイイものが好き。虫・ネコが嫌い。また、自分に対し積極的にアプローチをかけるニーナを疎み避けていたが、ニーナに助けられ、少し見直すようになった。乃亜の母とうり二つのようである。美山神社の巫女となる。
鈴原ちはや（すずはら ちはや）
声 - 関山美沙紀
香月の中学生時代からの親友。高校1年生（第8巻で2年生に進級）。関西弁を話す。香月のことをサポートしたりしているが、結構自分のことにニブイ一面も。本来つっこみ役で目立つはずなのだが周りの女子のつっこみが独特で過激なためいまいち影が薄い（本人曰くだれにでもフレンドリーな立場らしいが、そうなるとニーナと被るため影が薄い）。総合格闘技では寝技が好き。文化祭の脚本がきっかけとなり、大学進学後は演劇サークルに入り、卒業後は劇団の脚本家を務める。
磯川ニーナ（いそかわ ニーナ）
声 - 辻あゆみ
日本人とアメリカ人とのハーフ。日本に来て2年ほどなので言葉遣いが少々変わっている。マイペースな性格で少し強引な一面も。幼く見えるがDカップ。中学3年生（第8巻で高等部に進学）。まりえとは同じクラス。水泳部所属なのだが全く泳げなかった（それどころか沈む）が香月たちの協力でクロールで25mくらいは泳げるようになった。実はとある会社社長の娘（父が社長で母が社長秘書）。4年間海外の大学へ行き、その後に美山神社の巫女となる。

### 笹霞学院関係者
結城小五郎（ゆうき こごろう）
声 - 谷山紀章
香月が中学生のときに教育実習生として笹霞学院にやってきた。大学院修了後、田舎で中学校の教諭に着任。第8巻で笹霞学院に転任し、まりえ・ニーナの担任となる。ちはやとは遠縁の親戚で、その関係で香月とも一緒に遊んだりしていた。車の運転は下手。故郷の島に戻ることをきっかけに初音と結婚する。
町田洸介（まちだ こうすけ）
声 - 川田紳司
香月と勇治のクラスメート。高校1年生（第8巻で2年生に進級）。美宇とは幼馴染で付き合っている。酒屋の息子。性格は勇治に似ている模様（勇治がオープン型なのに対しこちらは自然を装うむっつり型）。美宇と結婚し1男を儲ける。
芹沢美宇（せりざわ みう）
声 - 伊藤静
香月と勇治のクラスメート。高校1年生（第8巻で2年生に進級）。洸介とは幼馴染で付き合っている。空手師範の娘。見た目に似合わず、結構過激な言動、行動をとる模様。洸介と結婚し1男を儲ける。
獅童ありさ（しどう ありさ）
声 - 佐藤利奈
原作では水泳部のコーチ。アニメでは勇治・洸介・美宇の担任を務め、原作でも第8巻から香月・勇治・ちはや・洸介・美宇らの担任となった。いつもジャージ姿で、竹刀を持っている熱血教師。名前で言われるのを嫌っている。小五郎とは大学の同期生。
大河内望巳（おおこうち のぞみ）
声 - 江里夏
原作では放送部員で、アニメではメディア部員。アニメでは名前があるが、原作では名前は出ていない。
黒田朋世（くろだ ともよ）
香月・勇治らと同級の女子生徒で、高2におけるクラスメート。第8巻から登場。引っ込み思案で、極度のあがり症。創立祭での演劇においてくじ引きによりヒロイン役に選ばれるが、本番初日の終了後に緊張による胃痛・喉枯れでダウン。これにより、2日目では演技指導にあたっていた香月が急遽、代役を務めることになる。創立祭をきっかけに香月らと親しくなるが、その集まりの中、勇治への想いを打ち明ける。その後、美宇のフォローを受けて勇治本人にも告白。互いによく知らないと戸惑う勇治に対し、「お試し」として交際を頼み、付き合うことになる。その後に勇治にふられる。高校卒業後には大学へ進学し、銀行員となった。
福永（ふくなが）
香月・勇治らと同級の男子生徒で、高2におけるクラスメート。第8巻から登場。身長145cmとかなり小柄な体型。創立祭の演劇においては番長役を務め、脚本担当のちはやから「芸人になれる」と誉められた。

### スタジオアークス関係者
東條葉弥（とうじょう はや）
撮影スタジオ「スタジオ アークス（STUDIO ARKS）」を営む新進グラビアカメラマン。第5巻で登場。カメラマンとしては勇治・まりえの父である神楽順治の後輩に当たる（彼からは「おでこちゃん」と呼ばれている）。海外滞在中の順治のロケ代行について連絡を取るため神楽家を訪れ、香月・勇治らと知り合う。当時はまだ素人レベルであった勇治の写真の腕前を酷評するも、彼を撮影ロケの補助に招き、その後、見習いアシスタントとしてスタジオに迎えた。普段はオドオドした性格である（特に、接待等で持ち上げられるのを苦手とする）が、仕事中は人格が変わったように後輩に厳しくなる（なお、いずれの場合もドジである点は共通する）。丸眼鏡が特徴で、スタイルは総じて地味であるが、写真集出版記念パーティーにおいては後述の薫子の手により見違えるほどの美人として来場した。
白井（しらい）
スタジオ アークスの撮影スタッフの1人。眼鏡をかけ、あごひげを生やしているのが特徴。
加賀見（かがみ）
スタジオ アークスの撮影スタッフの1人。背が高く、長髪を束ねてニット帽を被っているのが特徴。
塩見薫子（しおみ かおるこ）
スタジオ アークスのマネージメント担当。葉弥の大学時代の後輩。バリバリのキャリアウーマンで、スタジオ業務を過不足なく仕切るほか、プライベートでも積極的に葉弥の世話役を担っている模様。しばしば両手を高く広げる独特のポーズで想いのたけを表明する。

### その他
神楽順治（かぐら じゅんじ）
勇治・まりえの父。フリーのカメラマンとトレジャーハンターを兼ね、妻（勇治・まりえの母）とともに世界を股にかけている。もっぱら電話先の会話等でその存在感を示している。11巻73話より登場、18歳の時に美山神社のご来光を撮影する為に、神社に来たが空腹の為、倒れていたところに乃亜・梨亜が来て乃亜に抱き付いたのが出会いのきっかけ。なおその数年前にはいくつかの賞はとっていたようである。半月後には神社を去り、改めて神社に来たのは3年後であった。その反動のせいかラブラブとなり、すぐ修行の旅に出る。
おかん
ちはやの母。「おかん」はちはやからの呼称であり、本名は不明。芸人としての意識が強く、しばしば娘のちはやをネタに巻き込む。タクシー運転手（ただし、登場ぶりを見る限りではごく普通の主婦）。外見・性格ともよく似た双子の姉がおり、温泉旅館を営む。
神楽乃亜（かぐら のあ）
勇治・まりえの母。美山神社の元巫女。そっくりの双子の姉・梨亜がいる。
戦闘能力は初音より上、夫　順治と出会ったころはツンデレの性格であったが、今ではフワフワした性格である。神社での仕事ぶりはチリひとつない掃除ぶり、順次が修行の旅に出た際には荷物をまとめて、ついていった。
梨亜（りあ）
乃亜の姉。美山神社の巫女。勇治・香月が美山神社に行くまで、その存在を知らなかった。

## テレビアニメ
2006年7月から9月まで、独立UHF局他にてテレビアニメが放送された。全13話。原作とは一部キャラクターの設定が異なっている。またストーリーも原作が連載中（2006年当時）だったため、最終話前の数話はオリジナルとなっている。オープニング冒頭で香月のスカートが風でめくれ上がるシーンは、毎回下着が違うようになっている。

### スタッフ
- 監督・構成 - あべたつや[1]
- キャラクターデザイン・総作画監督 - 越智信次[1]
- プロップデザイン - 渡辺義弘
- コンセプトデザインワーク - 阿部達也
- アドバイザー - 西村聡
- 美術監督 - 渡辺三千恵
- 色彩設計 - 藤川耕輔
- 撮影監督 - 田辺克司
- 編集 - 田中恒嗣
- 音楽 - 菊谷知樹
- 音響監督 - 明田川仁
- プロデューサー - 崎山貴弘、山中隆弘
- アニメーションプロデューサー - 安西武、西岡大輔
- アニメーション制作 - 童夢[1]
- 製作 - 初恋のベランダ愛好会[1]

### 主題歌
オープニングテーマ
「DRAMATIC☆GIRLY」
作詞 - こだまさおり / 作曲・編曲 - 菊谷知樹 / 歌 - 神田朱未、大原さやか、葉月絵理乃、関山美沙紀、辻あゆみ
- KICM-3126

エンディングテーマ
「逢いたい気持ちから〜Placid time〜」（第1話 - 第12話）
作詞 - 渡邉美佳 / 作曲 - 中島大輔 / 編曲 - 河合英嗣 / 歌 - 神田朱未、大原さやか
- KICM-3127

「Oh My ダーリン」（第13話）
作詞・作曲 - 宮島律子 / 編曲 - 大久保薫 / 歌 - 神田朱未
- 「キャラクターミニアルバム 香月・初音」収録曲

### 各話リスト
| 話数 | サブタイトル               | 脚本           | 絵コンテ            | 演出              | 作画監督        |
| ---- | -------------------------- | -------------- | ------------------- | ----------------- | --------------- |
| 1    | 30センチの片思い           | 久保田雅史     | あべたつや          | 三芳唯稀          | 越智信次        |
| 2    | ツンツン香月と誘惑エプロン | 久保田雅史     | オザワカズヒロ      | オザワカズヒロ    | 清丸悟          |
| 3    | キリッと勇治にドッキリ香月 | あおしまたかし | 堀之内元            | 柳伸亮            | 杉本功          |
| 4    | ﾊﾊ にゃあ〜（゜ω゜）       | 平見瞠         | あべたつや          | 高山秀樹          | 柳瀬譲二        |
| 5    | ゼッコーするからっ!        | 西村聡         | オザワカズヒロ      | 畑博之            | 大河原晴男      |
| 6    | お姫様だっこ?              | 久保田雅史     | 太田雅彦            | 三芳唯稀          | 石川洋一        |
| 7    | 最強☆無敵 マイシスター     | あおしまたかし | オザワカズヒロ      | オザワカズヒロ    | 清丸悟          |
| 8    | 香月×初音 水泳対決!        | 平見瞠         | 畑博之              | 畑博之            | 定井秀樹        |
| 9    | もしかして、ヤキモチ?      | 久保田雅史     | 堀之内元            | 高山秀樹          | 柳瀬譲二        |
| 10   | ビキニだよ? 全員集合!      | あおしまたかし | オザワカズヒロ      | 柳伸亮            | 大河原晴男      |
| 11   | 浴衣と花火と切れた鼻緒     | あおしまたかし | オザワカズヒロ      | オザワカズヒロ    | 杉本功          |
| 12   | 勇治への手紙と十年前の記憶 | 久保田雅史     | 太田雅彦            | 畑博之 三宅雄一郎 | 清丸悟 定井秀樹 |
| 13   | ベランダと紙ひこーき       | 久保田雅史     | 堀之内元 あべたつや | あべたつや        | 越智信次        |

※ 4話『にゃあ〜（･ω･）』の顔文字は正確には少し違う。（StarChild:となグラ! ストーリー参照）

### 放送局
| 放送地域 | 放送局             | 放送期間                | 放送時間           | 放送系列       | 備考             |
| -------- | ------------------ | ----------------------- | ------------------ | -------------- | ---------------- |
| 神奈川県 | tvk                | 2006年7月8日 - 9月30日  | 土曜 24:30 - 25:00 | 独立UHF局      |                  |
| 千葉県   | チバテレビ         | 2006年7月9日 - 10月1日  | 日曜 23:30 - 24:00 | 独立UHF局      |                  |
| 埼玉県   | テレ玉             | 2006年7月9日 - 10月1日  | 日曜 25:00 - 25:30 | 独立UHF局      |                  |
| 兵庫県   | サンテレビ         | 2006年7月10日 - 10月2日 | 月曜 24:00 - 24:30 | 独立UHF局      |                  |
| 東京都   | TOKYO MX           | 2006年7月10日 - 10月2日 | 月曜 25:30 - 26:00 | 独立UHF局      |                  |
| 愛知県   | テレビ愛知         | 2006年7月10日 - 10月2日 | 月曜 26:13 - 26:43 | テレビ東京系列 |                  |
| 日本全域 | キッズステーション | 2006年7月11日 - 10月3日 | 火曜 24:30 - 25:00 | CS放送         | リピート放送あり |
| 京都府   | KBS京都            | 2006年7月12日 - 10月4日 | 水曜 25:30 - 26:00 | 独立UHF局      |                  |

## 書誌情報

### 単行本
- 筧秀隆 『となグラ!』 ジャイブ〈CR COMICS〉、全13巻

1. 第1巻：2004年12月13日発行 ISBN 4-86176-054-2
2. 第2巻：2005年6月13日発行 ISBN 4-86176-159-X
3. 第3巻：2006年1月15日発行 ISBN 4-86176-266-9
4. 第4巻：2006年7月15日発行 （通常版）ISBN 4-86176-311-8、（特別限定版）ISBN 4-86176-312-6
5. 第5巻：2007年1月15日発行 ISBN 978-4-86176-364-9
6. 第6巻：2007年9月15日発行 ISBN 978-4-86176-429-5
7. 第7巻：2008年3月15日発行 ISBN 978-486176-498-1
8. 第8巻：2008年10月13日発行 ISBN 978-4-86176-574-2
9. 第9巻：2009年6月14日発行 ISBN 978-4-86176-673-2
10. 第10巻：2009年12月13日発行 ISBN 978-4-86176-739-5
11. 第11巻：2010年7月15日発行 ISBN 978-4-86176-776-0
12. 第12巻：2010年12月13日発行 ISBN 978-4-86176-806-4
13. 第13巻：2011年7月15日発行　ISBN 978-4-86176-853-8

### 小説
ジャイブよりJIVE CHARACTER NOVELSのレーベルで刊行。
- となグラ! ノベル〜まりえ編：2006年7月15日発行 ISBN 4-86176-315-0

## CD
キングレコードよりスターチャイルドレーベルで発売。

### ドラマCD
2巻同時発売（2006年3月29日発売）で、同一のできごとを香月と勇治それぞれの視点で描いたものとなっている。
- ドラマCD となグラ! 有坂家SIDE（KICA-785）
- ドラマCD となグラ! 神楽家SIDE（KICA-786）

登場人物および配役は以下の通り。なお、配役の記述がない人物の担当声優は、上記登場人物を参照のこと。
- 有坂香月
- 神楽勇治
- 神楽まりえ
- 有坂初音
- 鈴原ちはや
- 女子 - 佐藤利奈
- 教師 - 近藤孝行

### キャラクターCD
- キャラクターミニアルバム 香月・初音：2006年4月26日発売（KICA-788）
- キャラクターミニアルバム まりえ・ニーナ：2006年5月24日発売（KICA-789）
- キャラクターミニアルバム 香月・ちはや：2006年6月21日発売（KICA-790）
- キャラクターソングアルバム となりぐらしDiscography!：2006年8月23日発売（KICA-797）
- 有坂香月ミニアルバム Distance of First Love：2006年9月21日発売（KICA-798）

## DVD
キングレコードよりスターチャイルドレーベルで発売（全6巻）。
- となグラ! Vol.1（1・2話）：2006年9月21日発売（KIBA-91359/1359）
- となグラ! Vol.2（3・4話）：2006年10月25日発売（KIBA-91360/1360）
- となグラ! Vol.3（5・6話）：2006年11月22日発売（KIBA-91361/1361）
- となグラ! Vol.4（7・8話）：2006年12月21日発売（KIBA-91362/1362）
- となグラ! Vol.5（9・10話）：2007年1月24日発売（KIBA-91363/1363）
- となグラ! Vol.6（11〜13話）：2007年2月21日発売（KIBA-91364/1364）

※ 品番は順に期間限定版/通常版